# Ajn ad-Dafla
Ajn ad-Dafla (arab. عين الدفلى, fr. Aïn Defla) – miasto na północny Algierii, stolica administracyjna prowincji Ajn ad-Dafla.